# شتیپکوو
شتیپکوو (به چکی: Štěpkov) یک منطقهٔ مسکونی در جمهوری چک است که در منطقه تربیچ واقع شده‌است. شتیپکوو ۳٫۹۲ کیلومتر مربع مساحت و ۱۰۷ نفر جمعیت دارد و ۵۶۵ متر بالاتر از سطح دریا واقع شده‌است.